# ريو هانمورا
ريو هانمورا (باليابانية: 半村良)‏ (27 أكتوبر 1933 في تاتسونو، هيوغو - 4 مارس 2002 في طوكيو (اليابان))؛ روائي، وكاتب خيال علمي من اليابان.

## روابط خارجية
- ريو هانمورا على موقع IMDb (الإنجليزية)